# پاپن‌فیر
پاپن‌فیر (به هلندی: Papenveer) یک منطقهٔ مسکونی در هلند است که در نیوکوپ واقع شده‌است. پاپن‌فیر ۱٬۱۸۰ نفر جمعیت دارد.